# Алексей Петрович
Алексей Петро́вич Романов (на руски: Алексей Петрович Романов) е руски царевич. Роден е в Москва. Най-голям син на руския император Петър Велики от първата му съпруга Евдокия Лопухина и наследник на трона, починал преди да го наследи.